# Acalolepta malaisei
Acalolepta malaisei är en skalbaggsart som först beskrevs av Stefan von Breuning 1949.  Acalolepta malaisei ingår i släktet Acalolepta och familjen långhorningar.
Artens utbredningsområde är Burma. Inga underarter finns listade i Catalogue of Life.